# Františkánský klášter (Hostinné)
Františkánský klášter je barokní stavba v Hostinném. Je zapsána v seznamu kulturních památek České republiky. Součástí areálu je i kostel zasvěcený Františku Serafínskému.

## Historie

### Založení kláštera
Po roce 1635 získal město Hostinné nejvyšší císařský vachtmistr a zapřisáhlý katolík Vilém Lamboy z Deseneru. Dal si za cíl dostat do města některý z církevních řádů. Nejprve jednal s Tovaryšstvem Ježíšovým, ti však pro nedostatek financí město opustili. O jejich místo projevili zájem kapucíni a bosí karmelitáni, avšak roku 1666 přijali místo františkáni. Ti do města přijeli již 23. listopadu téhož roku. Roku 1674 byl řádu předán hřbitovní kostel Nejsvětější Trojice. O tři roky později zahájil Martin Reiner, stavitel z Nového Města Pražského, stavbu kláštera. Kvůli nedostatku financí byla stavba přerušena až do roku 1680. 22. dubna téhož roku navíc zemřel Martin Reiner a stavbu převzal jeho polír Wolfgang Dientzenhofer (starší bratr Kryštofa Dientzenhofera).

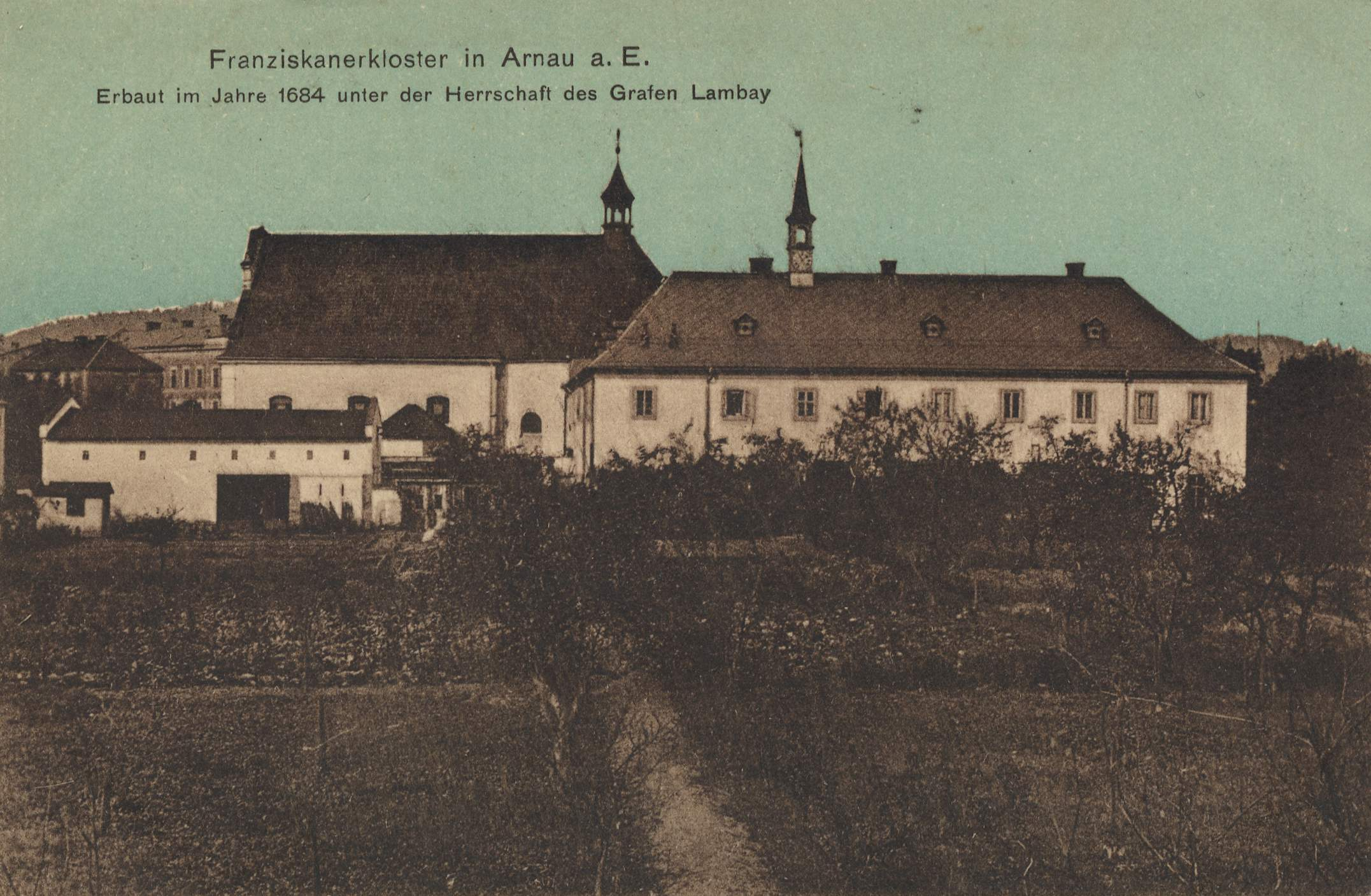
Klášter okolo roku 1900

Stavba byla obnovena roku 1683 a o rok později (přesněji 8. srpna 1684) se do nedokončeného konventu nastěhovali mniši. Objekt vysvětil Bernard Sannig. V roce 1685 byl klášterní kostel rozšířen o kapli Bolestné Panny Marie a celá stavba byla dokončena roku 1687. Již o rok později byla v klášteře zřízena lékárna.

### Klášter
V přízemí konventu se nacházela klášterní lékárna a v prvním patře byl roku 1728 zřízen špitál pro poutníky a chudé. V letech 1743 až 1748 byla probourána severní stěna původního kostela kvůli přístavbě druhé chrámové lodi. V rámci josefínských reforem byl klášter roku 1785 zrušen a vyklizen. Celý jeho inventář (včetně rozsáhlé knihovny) byl odvezen. Roku 1789 byl však klášter znovu obnoven, především díky provozu nemocnice pro chudé a lékárny. K obnovení kláštera pomohla mimo jiné také přímluva vrchlabského děkana a vikáře Ignáce Ullricha, který ve svém dopise zdůraznil nepostradatelnost kláštera v Hostinném.
Ve dvacátém století byla část přízemí pronajata veřejné knihovně a různým křesťanským institucím. Po záboru pohraničí v roce 1938 byl konvent následně začleněn do Sudetského komisariátu.

### Zničení kláštera a totalita
V roce 1950 podlehl klášter komunistickým perzekucím. Bývalý představený kláštera byl zatčen a uvězněn na Pankráci. V noci z 13. na 14. dubna 1950 (v rámci tzv. Akce K) přijel zmocněnec s bezpečnostními orgány do kláštera, přičemž v budově se nacházel pouze páter Miroslav Kopecký a bratr laik Angel Matěj Krůžela. Představený kláštera, Petr Florián Štětina, byl na návštěvě u svých rodičů. Při osobní prohlídce nalezli příslušníci SNB u Matěje Krůžely 21 920 Kčs v papírových bankovkách a 19 kusů známek v hodnotě 1,50 Kčs. V klášteře byly nalezeny také propagační letáky Lidové strany. Následně byli řeholníci odvezeni do hejnického kláštera.

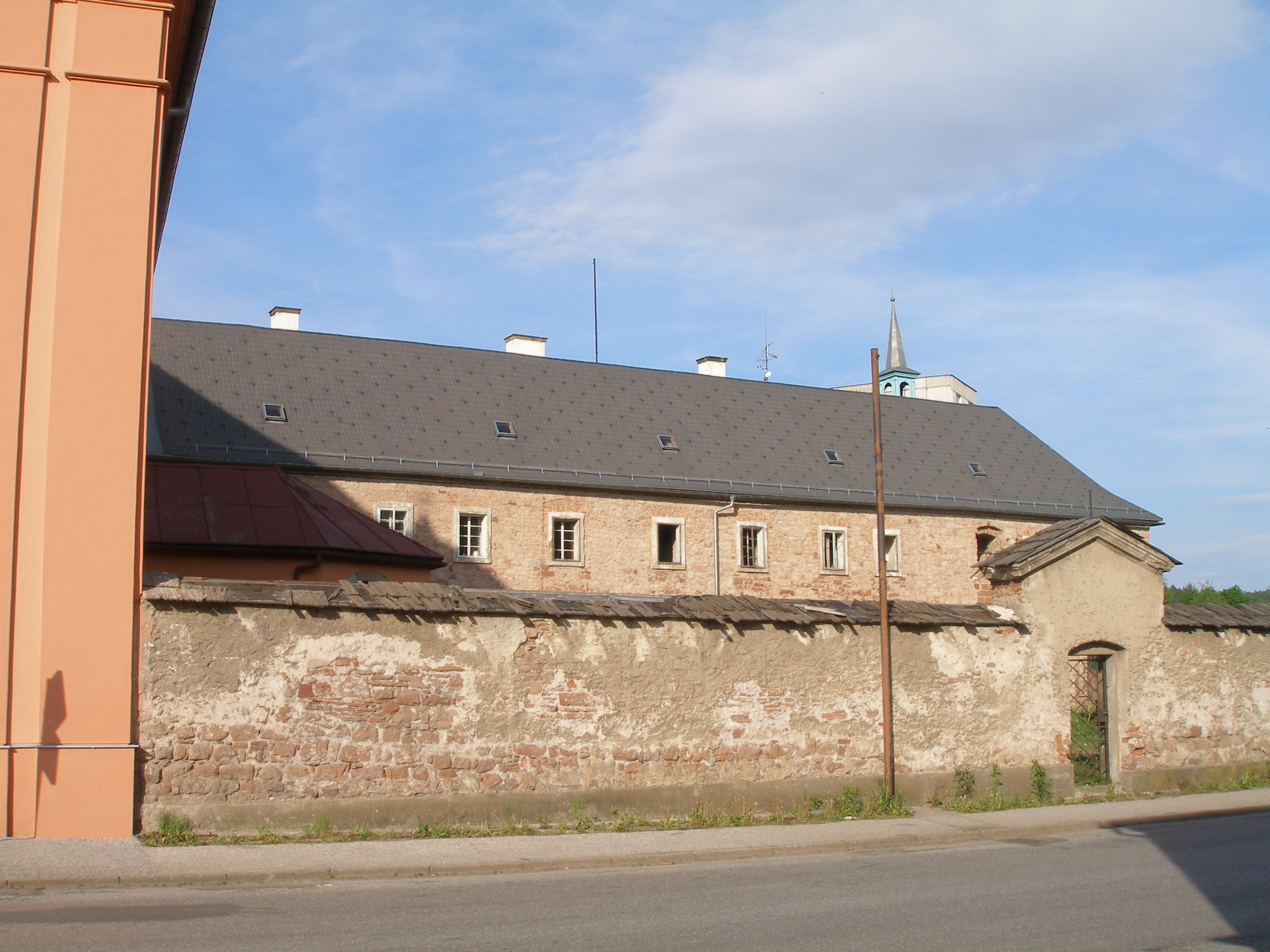
Klášter před rekonstrukcí v roce 2009

O klášter se zajímalo několik firem, přičemž všechny měly v úmyslu budovu zrekonstruovat a vytvořit z ní internát. Z kláštera se nakonec stal sklad obuvi a kostel se stal skladištěm textilií národního podniku Umělé vlákno v Rudníku. 

## Galerie antického umění
Již v roce 1969 byla v kostele otevřena Galerie antického umění, jež představuje jednu z významných evropských sbírek odlitků antické plastiky, která byla postupně shromážděna při Univerzitě Karlově.

### 21. století
Po roce 1989 byl klášter vrácen řádu františkánů. V roce 1995 Českomoravská provincie klášter věnovala Nadaci Conventus. Na začátku 21. století začal být klášter rekonstruován. V letech 2009 až 2011 proběhla generální rekonstrukce areálu za 50 milionů Kč. Město do budovy plánovalo přemístit knihovnu, muzeum i koncertní sál. V roce 2012 získala rekonstrukce ocenění Stavba roku. V současnosti je v klášteře umístěno muzeum, knihovna a galerie.

## Popis

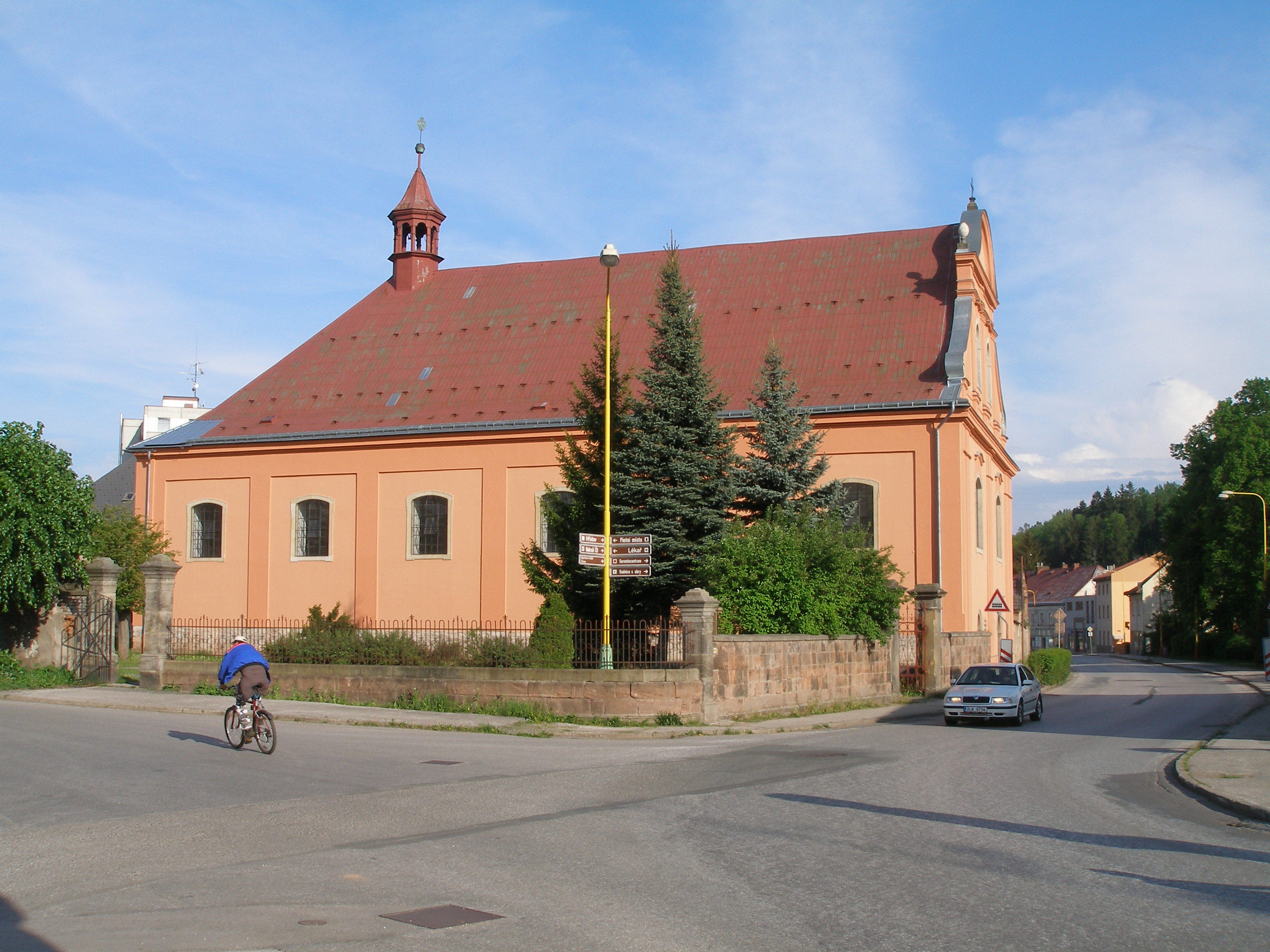
Bývalý klášterní kostel (dnes muzeum antického sochařství)

Areál františkánského kláštera se nachází jihovýchodně mimo hradby města za potokem. Tvoří ho klášterní kostel svatého Františka Serafínskho, raně barokní jednopatrový konvent a ohradní zeď s bývalými hrobkami. Jedná se o jediné dochované dílo Wolfganga Dientzenhofera. Klášter obíhá rajský dvůr. Pod východním nárožím je prostorný sklep s širokou valenou klenbou s výsečemi.
Kostel je dvojlodní, raně barokní, s valbovou střechou a ozdobným štítem. V jihovýchodní lodi je zachována velká část staršího renesančního hřbitovního kostela. V přízemí jsou dva jednoduše profilované portály s kamennými rámy s půlkruhovým nádpražím. Na portále situovaném v pravé okenní ose je datum 1598.